# Galway
Galway (irski:  Gaillimh) je grad u Irskoj. Nalazi se na zapadnoj obali Irskog otoka.

## Povijest
Područje Galwaya je bilo naseljeno već u vrijeme prapovijesti. Utvrđenje na mjestu ušća rijeke Corrib u more izgrađeno je 1124. i ono je bilo preteča današnjeg grada. Ubrzo se oko tvrđave izgradilo manje naselje koje su 1230. osvojili engleski Normani. Naselje je 1484. dobilo gradska prava, u to vrijeme grad je bio važna međunarodna luka pod vlašću 14 trgovačkih obitelji (tzv. "plemena").
Tijekom 16. i 17. stoljeća, za vrijeme nemira i ustanaka etničkih Iraca, Galway je ostao lojalan engleskoj kruni. Nemiri s kraja 17. stoljeća poremetili su gradski razvoj, pa je grad naglo izgubio na značaju. Privreda je propadala u 19. stoljeću u razdoblju irske gladi.
Galway je od 1921. u sastavu Republike Irske. Oporavak grada započeo je tek posljednjih desetljeća, kada je ponovo zabilježen nagli razvoj i rast.

## Stanovništvo
Prema podacima iz 2006. godine u Galway Cityu i njegovoj okolici živi 72.729 stanovnika, od čega 72.414 živi u gradskim granicama a 315 živi u gradskoj okolici odnosno županiji Galway.
Oko 78% stanovništva su Irci rođeni u Irskoj, dodatnih 5% su Irci rođeni izvan Irske. Oko 17% stanovništva su doseljenici uglavnom iz Poljske i ostalih srednjoeuropskih i baltičkih zemalja, kao što su Latvija i Litva.

## Šport
- Galway United F.C., nogometni klub

## Gradovi prijatelji
| Grad           | Regija         | Država                 | Godina |
| -------------- | -------------- | ---------------------- | ------ |
| Aalborg        | Nordjylland    | Danska                 | 1997.  |
| Bradford       | West Yorkshire | Ujedinjeno Kraljevstvo | 1986.  |
| Cambridge      | Massachusetts  | SAD                    | 1997.  |
| Chicago        | Illinois       | SAD                    | 1986.  |
| Lorient        | Bretanja       | Francuska              | 1978.  |
| Milwaukee      | Wisconsin      | SAD                    | 2001.  |
| Moncton        | New Brunswick  | Kanada                 | 2002.  |
| Qingdao        | Shandong       | Kina                   | 1999.  |
| St. Louis      | Missouri       | SAD                    | 1977.  |
| Seattle        | Washington     | SAD                    | 1986.  |
| Waitakere City | Auckland       | Novi Zeland            | 2002.  |

## Vanjske poveznice
- Službene stranice

### Ostali projekti
|  | Zajednički poslužitelj ima još gradiva o temi Galway |